# Монтгомери, Поппи
Поппи Монтгомери (англ. Poppy Montgomery, род. 19 июня 1972) — австралийская телевизионная актриса, известная по ролям в таких сериалах, как «Без следа» и «Помнить всё».

## Жизнь и карьера
Поппи Петэл Эмма Элизабет Деверо Донахью родилась в Сиднее, Новый Южный Уэльс, Австралия. Её отец, Филипп Донахью, ресторатор, а мама, Никола Монтгомери, специалист по анализу рынка. Кроме Монтгомери, в семье ещё пятеро детей: четыре сестры (Лили Бель, Рози Торн, Мариголд Сан и Дейзи Йеллоу) и брат (Джетро Талл). В начале девяностых она переехала в США, где начала карьеру актрисы, но играя эпизодические роли на телевидении. Её первая масштабная роль была в сериале «Полиция Нью-Йорка».
В 2001 году она получила роль Мэрилин Монро в биографическом мини-сериале «Блондинка».
Монтгомери наиболее известна по роли в телесериале «Без следа», где она снималась с 2002 по 2009 год. Она также снялась в нескольких телефильмах для женского кабельного канала «Lifetime».
В 2011 году получила главную роль в телесериале «Помнить всё», благодаря которой стала известна в Европе и странах СНГ.
В 2005—2011 года Монтгомери состояла в фактическом браке с актёром Адамом Кауфманом, от которого она родила своего первенца — сына Джексона Филиппа Деверо Монтгомери-Кауфмана (род. 23.12.2007). С 31 января 2014 Монтгомери замужем за работником Microsoft Шоном Сэнфордом, с которым она встречалась 3 года до их свадьбы. От него она родила своего второго и третьего ребёнка: дочь Вайолет Грейс Деверо Сэнфорд (род. 22.04.2013) и сына Гуса Монро Деверо Сэнфорда (род.11.11.2014).
В 2019 году приняла участие в съёмках драматического сериала «Риф-брейк», которые проходили весной в Квинсленде, Австралия. Сериал шел всего один сезон.

## Фильмография
| Год         | Название на русском                | Название на английском              | Роль                              | Примечания                                  |
| ----------- | ---------------------------------- | ----------------------------------- | --------------------------------- | ------------------------------------------- |
| 1994        |                                    | Silk Stalkings                      | Angel                             | Эпизод: «Natural Selection»                 |
| 1994        | Тэмми и Ти-Рекс                    | Tammy and the T-Rex                 | Party Girl #1                     |                                             |
| 1995        |                                    | Jake Lassiter: Justice on the Bayou | Cindy                             | Телефильм                                   |
| 1995        | Дьявол в синем платье              | Devil in a Blue Dress               | Barbara’s Sister                  |                                             |
| 1996        |                                    | Cold Equations                      | Marilyn 'Lee' Cross               | Телефильм                                   |
| 1996        | Нас пятеро                         | Party of Five                       | Allison                           | Эпизод: «Poor Substitutes»                  |
| 1996        | Полиция Нью-Йорка                  | NYPD Blue                           | Lisa                              | Эпизод: «Burnin' Love»                      |
| 1996        |                                    | Relativity                          | Jennifer Lukens                   | Регулярная роль, 17 эпизодов                |
| 1997        |                                    | Desert’s Edge                       | Mary                              | Пилот                                       |
| 1998        | Мертвец в колледже                 | Dead Man on Campus                  | Rachel                            |                                             |
| 1999        |                                    | Wonder Cabinet                      | Dr. Sarah Coleman                 | Пилот                                       |
| 1999        | Другая сестра                      | Other Sister                        | Caroline Tate                     |                                             |
| 1999        | Пожизненно                         | Life                                | Older Mae Rose Abernathy          |                                             |
| 2000        |                                    | Men Named Milo, Women Named Greta   | Barri Noodleman                   | Short film                                  |
| 2000        | Удар                               | The Beat                            | Elizabeth Waclawek                | Регулярная роль, 13 эпизодов                |
| 2001        | Блонди                             | Blonde                              | Norma Jean Baker / Marilyn Monroe | Мини-сериал                                 |
| 2001        | Возвращение в Калифорнию           | Going to California                 | Penelope                          | Эпизод: «Hurricane Al: A Tale of Key Largo» |
| 2002        | Город демонов                      | Glory Days                          | Ellie Sparks                      | Регулярная роль, 9 эпизодов                 |
| 2002-09     | Без следа                          | Without a Trace                     | Samantha Spade                    | Регулярная роль, 160 эпизодов               |
| 2004        | Воспитание Уэйлона                 | Raising Waylon                      | Julia Bellows                     | Телефильм                                   |
| 2004        | Уроки соблазнения                  | How to Lose Your Lover              | Allison                           |                                             |
| 2005        | Между                              | Between                             | Nadine Roberts                    |                                             |
| 2005        | Убийство за миллион долларов       | Murder in the Hamptons              | Generosa Rand                     | Телефильм                                   |
| 2005        | Снежное чудо                       | Snow Wonder                         | Paula                             | Телефильм                                   |
| 2010        |                                    | True Blue                           | Katherine Miller                  | Пилот                                       |
| 2010        | Лгать, чтобы быть идеальной        | Lying to Be Perfect                 | Nola Devlin                       | Телефильм                                   |
| 2011        | Магия слов: История Дж. К. Роулинг | Magic Beyond Words                  | J. K. Rowling                     | Телефильм                                   |
| 2011 — 2016 | Помнить всё                        | Unforgettable                       | Carrie Wells                      | Главная роль                                |
| 2019        | Риф-брейк                          | Reef Break                          | Cat Chambers                      | Главная роль                                |